# François-Marie Duboin
François-Marie Duboin CSSp (* 23. September 1827 in Samoëns; † 26. August 1893 in Chevilly) war ein französischer Missionsbischof, Apostolischer Vikar von Senegambia.

## Leben
François-Marie Duboin, ein Savoyarde aus Samoëns im Bistum Annecy, besuchte das Kleine Seminar in La Roche-sur-Foron und trat 1846 in das Noviziat der Missionsgesellschaft vom Heiligen Geist (Spiritaner) in Neuville ein. Am 21. April 1850 legte er in Le Gard (Scholastikat der Spiritaner seit 1846) die Profess ab und wurde als Diakon in den Senegal entsandt.
Am 10. Februar 1851 im heutigen Gambia von Bischof Alois Kobes zum Priester geweiht, war er in Grand-Bassam (Elfenbeinküste) tätig, bis er 1852 krankheitshalber nach Frankreich zurückkehren musste. Am 20. Dezember 1855 wurde er als Provinzoberer und Pfarrer von La Rivière-des-Pluies auf die Insel Bourbon (heute Réunion) gesandt und im Januar 1872 nach Mauritius.
Am 20. Juni 1876 mit dem Titularsitz Raphanea zum Apostolischen Präfekten des Senegal (heute Bistum Saint-Louis du Sénégal) und Apostolischen Vikar von Senegambia (heute Erzbistum Dakar) ernannt, wurde er am 30. Juli 1876 in der Kapelle des Mutterhauses der Missionsgesellschaft in der Rue Lhomond in Paris von Erzbischof Richard de la Vergne (Koadjutor in Paris) zum Bischof geweiht. Krankheitshalber legte er sein Amt 1883 nieder und kehrte nach Frankreich zurück. Er starb am  26. August 1893 in Chevilly, wo die Spiritaner ein Missionsseminar hatten.